# Юзеф Тшебінський
Ю́зеф Тшебі́нський (пол. Józef Trzebiński; 1 березня 1867, село Великі Козуби біля міста Турек, Польща — 30 серпня 1941, Вільнюс, Литва) — польський ботанік, фітопатолог. Член Варшавського наукового товариства (від 1916 року). Член-кореспондент Польської академії знань (від 1930 року). Брат художника Мар'яна Тшебінського.

## Біографія
Миколай Тшебінський, батько Юзефа, належав до зубожілої шляхти з околиць Каліша. Він був освіченою людиною, мав бібліотеку класиків польської літератури та наукових книг. Сам підготував первістка-сина до гімназії, вчив його математики, латинської та німецької мов, географії. Його дружина, Теофіла Кручевська, про яку говорили як про красиву жінку, походила з бідного міщанського середовища, тож родина Миколая з образою сприйняла цей шлюб.
Миколай Тшебінський помер молодим. Це сталося 1878 року. Він зоставив дружину з трьома дітьми. Юзефу тоді було 11 років, а його молодшому братові Мар'яну, майбутньому художникові, — всього 7 років.
Після смерті батька Тшебінські переїхали в місто Седльце. Тут Юзеф навчався в гімназії. Закінчивши її 1888 року, юнак вступив на природничо-математичний факультет Варшавського університету. Через рік померла його мати.
Настрої тодішньої молоді були радикальні. На 1893—1894 навчальний рік припав арешт Юзефа. За браком доказів провини його звільнили через п'ять місяців. 1894 року Тшебінський закінчив університет.
Юзеф Тшебінський, прагнучи поглибити свої природничі знання, 1898 року вивчав садівництво в помологічному інституті в Проскау у Верхній Сілезії. Наступного року, завдяки стипендії імені М'яновського, він відправився до Лейпцига, де протягом року працював під керівництвом відомого фізіолога рослин Вільгельма Пфеффера. Розпочата там праця, завершена в Кракові та опублікована в академічному виданні, дозволила Тшебінському 1900 року здобути звання доктора філософії (в галузі природничих наук) Ягеллонського університету. У 1900—1904 Юзеф був асистентом кафедри анатомії і фізіології рослин, працював під керівництвом професора Едварда Янчевського. Водночас він читав лекції в садівничому товаристві та народному університеті.
У 1904—1912 роках працював на хуторі Миколаївка поблизу Сміли — на дослідній ентомологічній станції Всеросійської спілки цукрозаводчиків, де очолював мікологічний відділ.

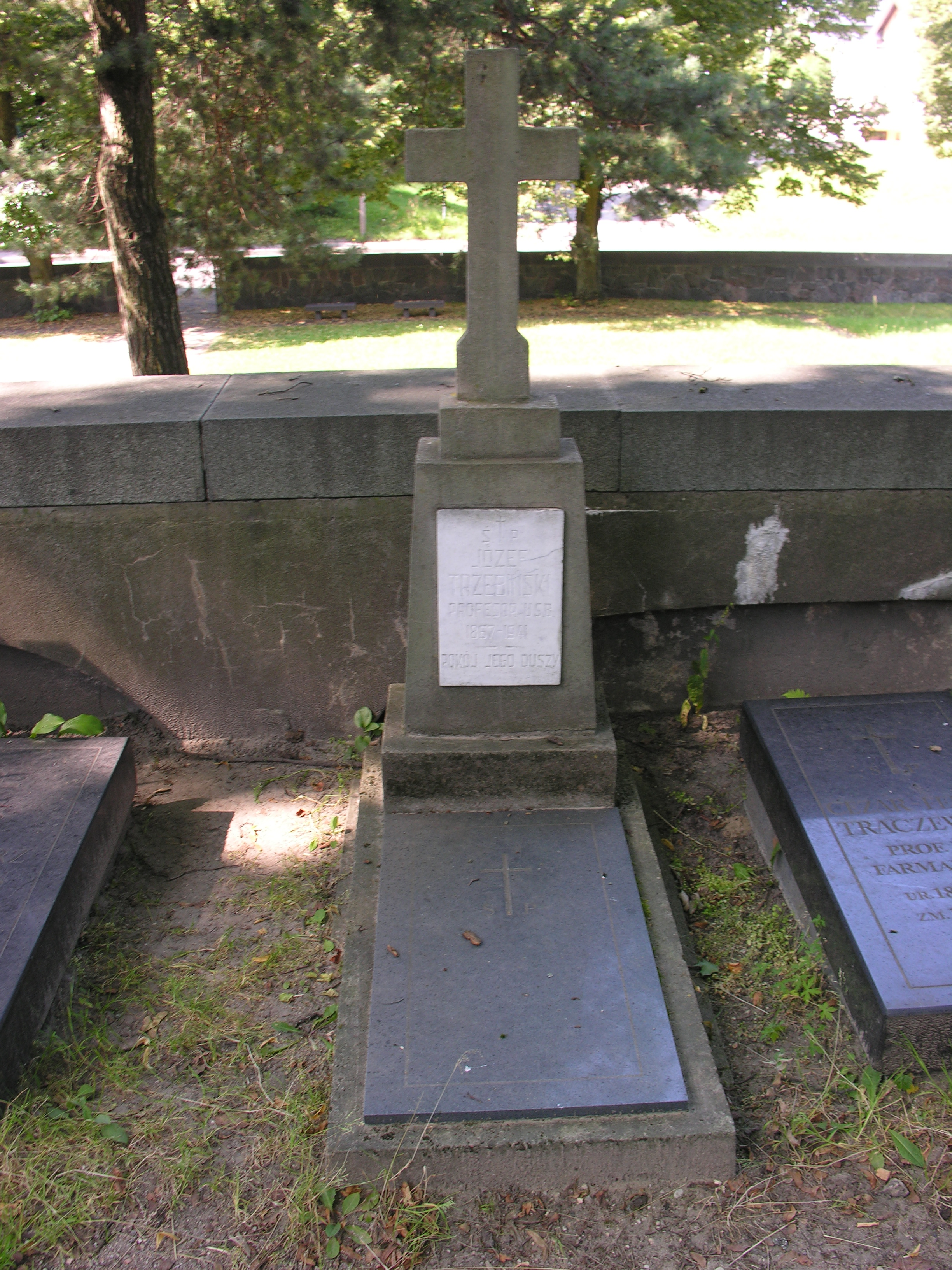
Могила Юзефа Тшебінського у Вільнюсі

У 1924—1937 роках був професором університету у Вільнюсі.

## Основні праці
Автор підручників «Хвороби сільськогосподарських культур, викликані грибами, та паразитарні режими» (пол. «Choroby roślin uprawnych powodowane przez grzyby i ustroje pasożytnicze», 1912) та «Хвороби рослин (загальна фітопатологія)» (пол. «Choroby roślin: (ogólna fitopatologia)», 1930). Автор першої польської «Методики ботаніки» (пол. «Metodyka botaniki», 1909), практичного посібника «Як збирати та визначати рослини: практичний порадник для визначення та організації збирання квіткових і спорових рослин із додатком найважливішої літератури» (пол. «Jak zbierać i oznaczać rośliny: praktyczne wskazówki do oznaczania i urządzania zbiorów roślin kwiatowych i zarodnikowych z podaniem ważniejszej literatury», 1917).